# Grant George
Grant R. George (Watsonville, California, 17 de mayo de 1971) es un actor de voz estadounidense quien es conocido por doblar personajes en doblajes de anime y videojuegos. Grant es conocido por ser la voz de Iduru Kira de la aclamada serie de anime Bleach, el guerrero de la luz en Final Fantasy, Sho Fuwa en Skip Beat!, Gen Shishio en Kekkaishi, Koga en Zetman, Night Rikuo en la serie de anime Nura: el señor de los Yōkai, Uzu Sanageyama en Kill la Kill, Akira Hidaka y Ichigen Miwa en K, Chikage Rokujo en la serie Durarara!!, Keiichi Maebara en Cuando las cigarras lloran, Lancer en Fate/Zero y Gilgamesh de la adaptación de Studio Deen de la serie y película Fate/stay night. También ha doblado a Scott Lang en varias de las series animadas de Marvel.

## Filmografía

### Series Animadas
- Los Vengadores unidos – Ant-Man,[13] Voces adicionales
- Barbie: Life in the Dreamhouse – Randy Bravo
- Big Rig Buddies – Rocky el camión robot, Stinky el camión de basura (antes)
- Elena de Ávalor – Troyo[14]
- Ever After High – Hunter Huntsman
- Guardianes de la Galaxia – Ant-Man[15][16]
- Lego Marvel Super Heroes: Avengers Reassembled – Ant-Man[17]
- Miraculous: Las aventuras de Ladybug – Voces adicionales[18]
- Ultimate Spider-Man: Web Warriors – Ant-Man, Voces adicionales[19][20]
- Popples - Yikes

### Películas
- Avengers Confidential: Black Widow and Punisher – Elihas Starr[21]
- Hotel Transylvania 2 – Voces adicionales[22]
- Tales from Earthsea – Voces adicionales
- Team Hot Wheels: The Origin of Awesome! – Gage, Reportero Masculino, Piloto[23]
- The Happy Cricket – Father Cricket
- The House of Magic – Daniel

### Live-Action
- El amanecer de los muertos – Grupo ADR
- Las chicas del cable – Carlos Cifuentes (Doblaje al inglés)
- Cromartie High – The Movie – Hayashida (Doblaje al inglés)
- Virus – Byung-ki (Doblaje al inglés)
- Violetta – Luca (Doblaje en inglés)